# Abschnittsbefestigung Wolfsgrube

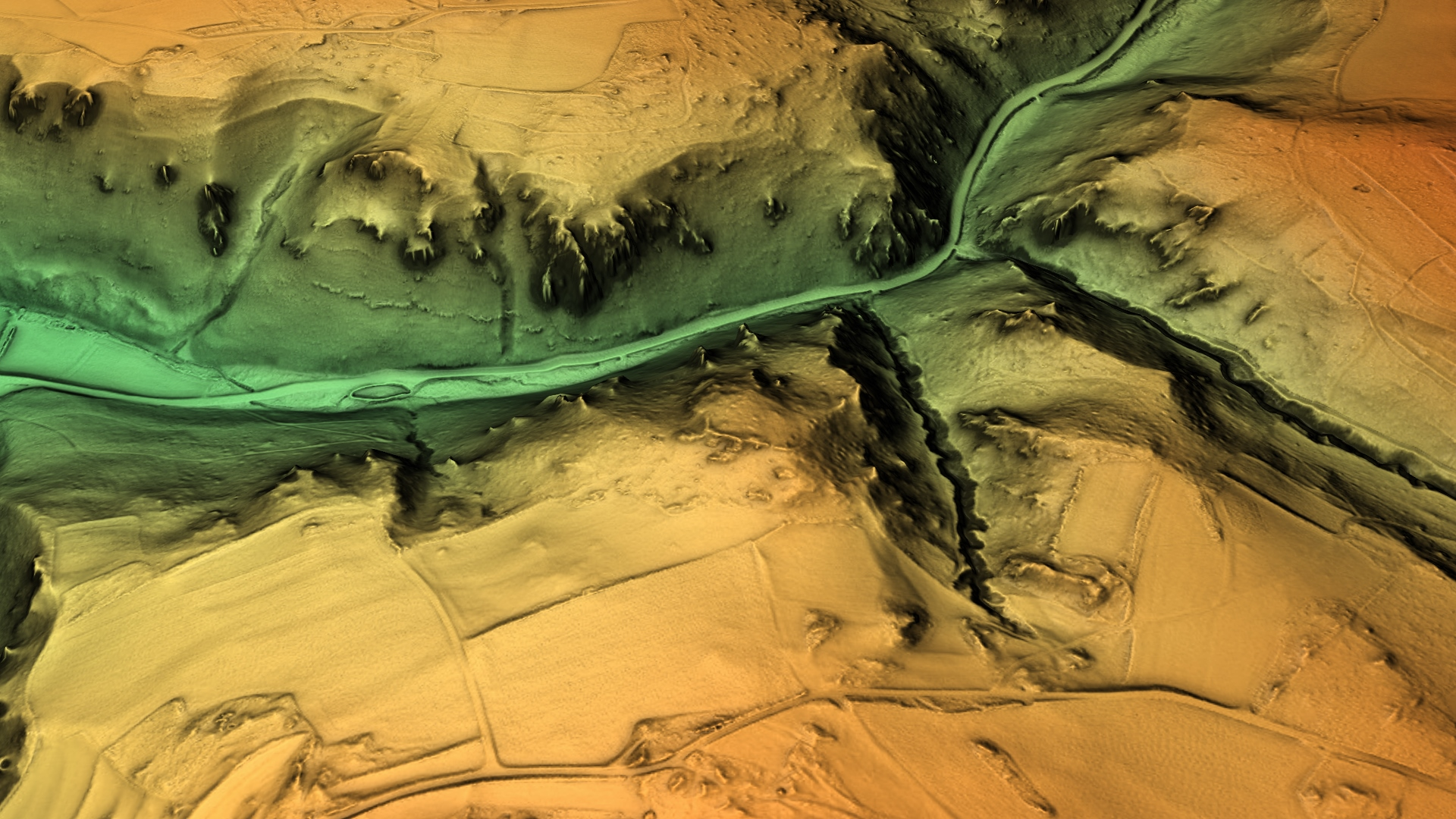
3D-Ansicht des digitalen Geländemodells

Die Abschnittsbefestigung Wolfsgrube ist eine abgegangene frühmittelalterliche oder eher vorgeschichtliche Befestigungsanlage in der namensgebenden Waldflur Wolfsgrube. Sie befindet sich etwa 1350 Meter südsüdwestlich der katholischen Pfarrkirche St. Barbara in der Gemeinde Wattendorf im oberfränkischen Landkreis Bamberg in Bayern, Deutschland. Über diese Abschnittsbefestigung sind keine geschichtlichen oder archäologischen Informationen bekannt. Sie wird als möglicherweise frühmittelalterlich oder eher als vorgeschichtlich datiert, dazu würden auch Keramikscherben passen, die der Hallstattzeit entstammen und dort aufgefunden wurden. Erhalten hat sich von der Anlage nur ein einfacher Abschnittswall, die Stelle ist als Bodendenkmal Nummer D-4-5932-0122 „Abschnittsbefestigung vor- und frühgeschichtlicher Zeitstellung oder des frühen Mittelalters“ geschützt.

## Beschreibung
Die Befestigung befindet sich auf 496,8 m ü. NN Höhe und damit rund 70 Höhenmeter über dem Talgrund des Leitenbaches auf einem nach Norden vorgeschobenen Bergsporn. Diese Bergzunge fällt nach Westen und Norden steil zum Tal des Leitenbaches ab, im Osten wird sie vom Steilhang zu einem Trockental, der Wolfsgrube, geschützt. Die Nordostecke der befestigten Fläche ist durch eine steil abfallende Felsgruppe gesichert, nach Süden und Südwesten geht diese leicht ausgebildete Spornkuppe in eine leicht absinkende und weite Mulde über, das sogenannte Teichlein. An dieser Seite wurde ein leicht nach außen gebogener, von Westnordwest nach Ostsüdost verlaufender Abschnittswall auf einer felsigen Geländestufe angelegt. Der innen bis zu 1,7 Meter hohe und sieben Meter breite Wall verläuft im Osten bis kurz vor der Hangkante, zieht dort kräftig nach innen und endet flacher werdend am Steilrand. Auch das nördliche Wallende zieht auf einer Länge von 30 Metern nach innen und endet am Steilhang.
Die durch diesen Abschnittswall befestigte, grob rechteckige Innenfläche war 40 bis 50 Meter lang und 70 Meter breit. An den übrigen Seiten sind keine Befestigungen nachweisbar. Der frühere Zugang zur Anlage ist nicht sicher zu lokalisieren, der heutige Durchbruch durch den einst geschlossenen Abschnittswall ist in seiner östlichen Hälfte rezent.